# Apristurus canutus
Apristurus canutus es una especie de peces de la familia Scyliorhinidae en el orden de los Carcharhiniformes.

## Morfología
Los machos pueden llegar alcanzar los 43 cm de longitud total  y los 45 cm  las hembras.

## Reproducción
Es ovíparo.

## Distribución geográfica
Se encuentra en las costas de Antigua y Barbuda, isla de Anguilla (Antillas Menores), Colombia, Antillas Neerlandesas, Florida (Estados Unidos) y Venezuela. 